# Tank (cantante statunitense)
Tank, pseudonimo di Durrell Babbs (Milwaukee, 1º gennaio 1976), è un cantante, compositore e produttore discografico statunitense.Legato a diverse etichette discografiche nel corso della sua carriera, Tank ha pubblicato 10 album da solista, un joint album e svariati singoli. Nel corso della sua carriera ha ottenuto 5 nomination ai Grammy Awards. Nel 2022 ha annunciato il ritiro dalle scene musicali a causa di un problema di salute.

## Carriera

### Formazione
Nato nel Milwaukee, Wisconsin, ma cresciuto a Maryland, durante l'adolescenza ha praticato numerosi sport in maniera agonistica ma ha preferito perseguire l'obiettivo di diventare un cantante. Tank inizia a muovere i primi passi nel mondo della musica lavorando come corista nei tour di Ginuwine.

### Attività di cantante
Nel 2001 riesce finalmente a pubblicare il suo primo album, Force of Nature, che conquista la vetta degli album più venduti e la settima posizione della classifica Billboard 200, e dal quale viene estratto il singolo Maybe I Deserve che arriva alla settima posizione della classifica R&B di Billboard. Nel 2002, viene pubblicato il secondo lavoro del cantante, One Man, e nello stesso anno Tank debutta come co-produttore del singolo One Minute Man di Missy Elliott.
Il 15 maggio 2007 viene pubblicato il terzo album del cantante, Sex, Love & Pain. Uno dei singoli estratti dal progetto, Please Don't Go, raggiunge la vetta nella classifica R&B di Billboard. Nello stesso periodo Tank Ginuwine e Tyrese Gibson formano il gruppo musicale TGT. Il gruppo pubblica il singolo Please Don't Go (remix di un precedente brano di Tank), e parte con un tour chiamato The Shirts Off Tour. Il gruppo rimane in piedi fino al 2013, anno in cui pubblica l'album Three Kings.

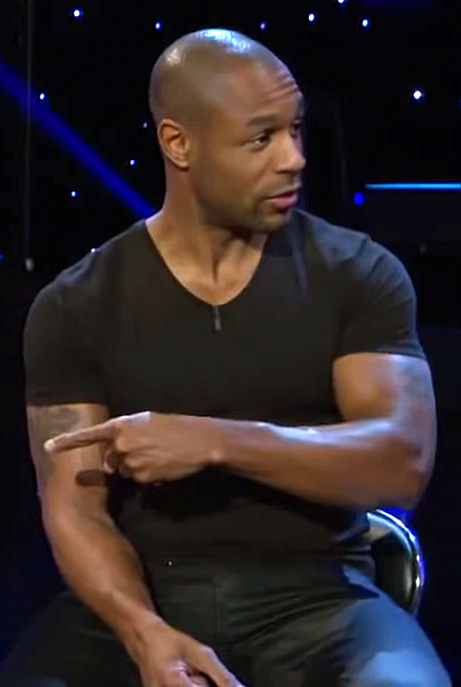
Tank nel 2014

Nel 2010 pubblica l'album Now or Never, che include collaborazioni con colleghi come Chris Brown, Drake, Letoya Luckett. Nel 2012 pubblica l'album This Is How I Feel; nel 2014 pubblica l'album Stronger, che tuttavia manca l'ingresso nella Billboard 200. Ciononostante, la maggior parte dei singoli entrano nella top 10 della classifica R&B di Billboard. Nel 2015 pubblica il mixtape If You Were Mine, a cui fa seguito l'anno successivo l'album Sex Love & Pain II, con il quale riesce ad ottenere risultati commerciali migliori rispetto al predecessore.
Nel 2017 ottiene un notevole successo con il singolo When We, al quale segue la pubblicazione dell'album Savage. Due anni dopo, nel 2019, pubblica l'album Elevation, preceduto dal singolo di successo I Don't Think You're Ready. Nel 2022 pubblica l'album R&B Money, annunciandolo come l'ultimo della sua carriera: tale decisione è stata presa a causa di un problema di salute che lo ha reso sordo dall'orecchio destro.

### Autore e produttore
Tank nel corso della propria carriera ha collaborato, in veste di produttore o compositore, con Dave Hollister, Marques Houston, Omarion, Jamie Foxx, Donell Jones, Kelly Rowland e Monica. Inoltre, come associato al team produttivo The Underdogs, il cantante ha anche lavorato con numerosi altri artisti, ed ha contribuito alla colonna sonora di Dreamgirls, nel quale compare in un cameo.

### Attore
Oltre alla partecipazione in Dreamgirls, Tank ha recitato da co-protagonista nel film musicale Preacher's Kid. Ha inoltre preso parte alla serie TV Born Again Virgin e nella miniserie The New Edition Story.

## Vita privata
Tank ha sposato Zena Foster nel 2018. La coppia aveva precedentemente avuto due figli, Zion e Joey. Tank è inoltre padre di altri tre figli, Jordan, Ryen e Durrell Jr, avuti da relazioni precedenti.

## Discografia

### Album in studio
- 2001 – Force of Nature
- 2002 – One Man
- 2007 – Sex, Love & Pain
- 2010 – Now or Never
- 2012 – This Is How I Feel
- 2013 – Three Kings (con Ginuwine e TGT)
- 2014 – Stronger
- 2016 – Sex Love & Pain II
- 2017 – Savage
- 2019 – Elevation
- 2021 – R&B Money

### Mixtape
- 2011 – Diary of a Mad Man
- 2014 – High Piano Dreams
- 2015 – If You Were Mine